# Philly ’76
A Philly '76 Frank Zappa posztumusz kiadású koncertalbuma, a dupla CD 2009-ben jelent meg a Vaulternative Records kiadásában. Ezt a koncertet 1976. október 29-én rögzítették Philadelphiában.

## A lemez számai
(A másként jelölteken kívül minden szám Frank Zappa szerzeménye.)
első lemez:
1. The Purple Lagoon – 3:36
2. Stinkfoot – 5:53
3. The Poodle Lecture – 3:49
4. Dirty Love – 3:37
5. Wind Up Workin’ in A Gas Station – 2:32
6. Tryin’ to Grow A Chin – 4:02
7. The Torture Never Stops – 13:32
8. City of Tiny Lights – 7:47
9. You Didn’t Try to Call Me – 6:32
10. Manx Needs Women – 1:45
11. Chrissy Puked Twice (aka Titties 'n Beer) – 6:49

második lemez:
1. Black Napkins – 18:58
2. Advance Romance – 13:56
3. Honey Don’t You Want A Man Like Me? – 4:09
4. Rudy Wants to Buy Yez A Drink – 2:20
5. Would You Go All The Way? – 2:04
6. Daddy, Daddy, Daddy – 2:05
7. What Kind of Girl Do You Think We Are? – 4:58
8. Dinah-Moe Humm (outro: The Purple Lagoon) – 8:10
9. Stranded in the Jungle (Johnson/Smith[1]) – 3:10
10. Find Her Finer – 3:18
11. Camarillo Brillo – 4:04
12. Muffin Man (outro: The Purple Lagoon) – 6:55

## A Vaulternative kiadványok
Frank Zappa lemezeinek és felvételeinek kiadási jogát Gail Zappa a férje kérésére kérésére a Rykodisc kiadónak adta el, azonban elégedetlen volt a lemezek terjesztésével és gondozásával. Többek között ezért is alapította meg 2002-ben a Vaulternative Records kiadót (Vault= raktár), amelynek célja Zappa teljes hosszúságú koncertjeinek kiadása. Egyes interjúkban Gail Zappa olyan mennyiségű felvételről beszél, hogy akár évente ötöt-hatot is kiadhatnának, a tényleges kiadások ugyanakkor meglehetősen ritkák, közöttük hosszú évek telnek el, az egyes lemezek fülszövegeiben a "megtalált" szalagokról mint valami nem remélt ritkaságokról esik szó.
Az egyes kiadványok egységesen papírtokban jelennek meg, a hátoldalon annak az államnak a térképével, ahol a felvétel készült. Minden kiadványon az adott állam veszélyeztetett állat- és növényfajait felsoroló hosszú lista olvasható.
A Vaulternative Records gondozásában eddig megjelent lemezek: FZ:OZ (2002), Wazoo (2007), Buffalo (2007), Joe’s Menage (2008), Philly '76 (2009).

## A lemezről

### Philly '76 – az albumról
Zappa – ha technikai és anyagi lehetőségei engedték – minden koncertjét felvette, erről a turnéról azonban ez a legjobb technikával (16 sáv, analóg) készült felvétel. Az eredeti szalagokat Joe Travers "raktáros" találta meg Frank Zappa átnézett, kiadásra (1987-ben) előkészített anyagai között. Ugyanerről a koncertről jelent meg a "Wind Up Working in a Gas Station" a YCDTOSA vol. 6 lemezen is.
A koncert idején ősbemutatónak számított a The Purple Lagoon, a The Torture Never Stops jelen verziója, a City of Tiny Lights, a Manx Needs Women, a Chrissy Puked Twice (Titties 'n Beer), a Stranded in the Jungle és a Find Her Finer. Hivatalos kiadványon ezen a lemezen jelenik meg először a The Purple Lagoon és a Stranded in the Jungle.
A lemez fülszövegét Lady Bianca írta.

### A felállás
1975-76-ban Zappa a korábbi (73-74-es) időszakhoz képest szikárabb, rockosabb felállásban turnézott. Az FZ:OZ lemezen is hallható csapatból '76-ra (rajta kívül) csak a '75 tavasza óta nála játszó Terry Bozzio maradt, hozzájuk csatlakozott nyár környékén Eddie Jobson hegedűs-billentyűs (Roxy Music, UK, Jethro Tull), illetve Patrick O'Hearn basszusgitáros.
A gospel/blues hátterű Lady Bianca (máshol Bianca Thorton vagy Bianca Odin) Zappa kérésére utazott Los Angelesbe egy meghallgatásra és nyert felvételt, ő ajánlotta be aztán Ray White gitárost is a csapatba. Zappa ezzel felállással kiváló szólistákhoz jutott, a korábbi turnén is játszott számok a kíséretek finom textúrájával, a hosszú hangszerszólókkal így újabb dimenziókat nyertek.
Érdemes megjegyezni, hogy ugyanez a csapat (leszámítva a zenekart novemberben elhagyó Lady Biancát) hallható a Zappa in New York albumon, ott kiegészülve a Saturday Night Live show-műsor fúvósszekciójával és a Brecker Brothersszel. Lady Bianca egy hónap után személyes okokból hagyta ott a zenekart: az egyetlen nő lévén a zenekarban nagyon sok kellemetlenkedő megjegyzést kapott a közönségtől ("Take your clothes off!"), amit egy idő után nem tudott már tolerálni.

## Zenészek
- Frank Zappa – szólógitár, ének
- Lady Bianca (Bianca Odin) – ének, billentyűs hangszerek
- Ray White – ritmusgitár, ének
- Eddie Jobson – billentyűs hangszerek, hegedű
- Patrick O'Hearn – basszusgitár, vokál
- Terry Bozzio – dobok, ének